# 1627 Ivar
Az 1627 Ivar (ideiglenes jelöléssel 1929 SH) egy földközeli kisbolygó. 	Ejnar Hertzsprung fedezte fel 1929. szeptember 25-én, Johannesburgban.